# La Tor (Puèi Domat)
La Tor d'Auvernha (en francès La Tour-d'Auvergne) és un municipi francès situat al departament del Puèi Domat i a la regió d'Alvèrnia-Roine-Alps. L'any 2007 tenia 664 habitants.

## Demografia

### Població
El 2007 la població de fet de La Tour-d'Auvergne era de 664 persones. Hi havia 274 famílies de les quals 84 eren unipersonals (40 homes vivint sols i 44 dones vivint soles), 105 parelles sense fills, 73 parelles amb fills i 12 famílies monoparentals amb fills.
La població ha evolucionat segons el següent gràfic:
Habitants censats

### Habitatges
El 2007 hi havia 605 habitatges, 280 eren l'habitatge principal de la família, 256 eren segones residències i 69 estaven desocupats. 489 eren cases i 112 eren apartaments. Dels 280 habitatges principals, 207 estaven ocupats pels seus propietaris, 48 estaven llogats i ocupats pels llogaters i 25 estaven cedits a títol gratuït; 4 tenien una cambra, 23 en tenien dues, 56 en tenien tres, 77 en tenien quatre i 120 en tenien cinc o més. 177 habitatges disposaven pel capbaix d'una plaça de pàrquing. A 139 habitatges hi havia un automòbil i a 107 n'hi havia dos o més.

### Piràmide de població
La piràmide de població per edats i sexe el 2009 era:
| Homes | Edats   | Dones |
| ----- | ------- | ----- |
| 0     | 95 o +  | 0     |
| 0     | 90 a 94 | 20    |
| 16    | 85 a 89 | 28    |
| 12    | 80 a 84 | 12    |
| 16    | 75 a 79 | 16    |
| 28    | 70 a 74 | 28    |
| 12    | 65 a 69 | 20    |
| 16    | 60 a 64 | 12    |
| 20    | 55 a 59 | 24    |
| 20    | 50 a 54 | 28    |
| 32    | 45 a 49 | 20    |
| 24    | 40 a 44 | 20    |
| 28    | 35 a 39 | 28    |
| 32    | 30 a 34 | 24    |
| 8     | 25 a 29 | 12    |
| 12    | 20 a 24 | 4     |
| 12    | 15 a 19 | 20    |
| 16    | 10 a 14 | 20    |
| 24    | 5 a 9   | 12    |
| 8     | 0 a 4   | 20    |

## Economia
El 2007 la població en edat de treballar era de 378 persones, 279 eren actives i 99 eren inactives. De les 279 persones actives 263 estaven ocupades (146 homes i 117 dones) i 16 estaven aturades (7 homes i 9 dones). De les 99 persones inactives 57 estaven jubilades, 16 estaven estudiant i 26 estaven classificades com a «altres inactius».

### Ingressos
El 2009 a La Tour-d'Auvergne hi havia 284 unitats fiscals que integraven 641 persones, la mediana anual d'ingressos fiscals per persona era de 14.666 €.

### Activitats econòmiques
Dels 53 establiments que hi havia el 2007, 1 era d'una empresa extractiva, 2 d'empreses alimentàries, 1 d'una empresa de fabricació de material elèctric, 6 d'empreses de construcció, 8 d'empreses de comerç i reparació d'automòbils, 3 d'empreses de transport, 9 d'empreses d'hostatgeria i restauració, 1 d'una empresa d'informació i comunicació, 6 d'empreses financeres, 7 d'empreses de serveis, 7 d'entitats de l'administració pública i 2 d'empreses classificades com a «altres activitats de serveis».
Dels 17 establiments de servei als particulars que hi havia el 2009, 1 era una gendarmeria, 1 oficina de correu, 1 una oficina bancària, 1 taller de reparació d'automòbils i de material agrícola, 1 paleta, 1 guixaire pintor, 1 fusteria, 2 lampisteries, 1 electricista, 1 perruqueria, 2 veterinaris, 3 restaurants i 1 tintoreria.
Dels 3 establiments comercials que hi havia el 2009, 1 era una botiga de menys de 120 m², 1 una fleca i 1 una llibreria.
L'any 2000 a La Tour-d'Auvergne hi havia 45 explotacions agrícoles que ocupaven un total de 1.998 hectàrees.

## Equipaments sanitaris i escolars
L'únic equipament sanitari que hi havia el 2009 era una farmàcia.
El 2009 hi havia una escola elemental. La Tour-d'Auvergne disposava d'un col·legi d'educació secundària amb 142 alumnes.

## Poblacions més properes
El següent diagrama mostra les poblacions més properes.